# NorthKid
NorthKid ist eine norwegische Popband. Die Band besteht aus Bilal Saab, Helge Moen, Håkon Guttormsen, Sebastian Willassen und Vegard Olaussen.

## Geschichte
Die vier aus dem nordnorwegischen Alta stammenden Mitglieder Helge Moen, Håkon Guttormsen, Sebastian Willassen und Vegard Olaussen bildeten zunächst die Rockband Approaching Pluto. Die Gruppe spielte unter anderem auch Konzerte in Russland. Die vier bildeten schließlich die Popband NorthKid, die eine nähere Zusammenarbeit mit dem Produzenten Kåre Vestrheim einging. Als Sänger wurde Bilal Saab in die Band geholt. Im Jahr 2017 gab die neue Formation nach einigen Cover-Veröffentlichungen mit Firefly ihre Debütsingle heraus.
Bilal Saab, der Sänger der Band, nahm im Herbst 2019 an der beim Norsk rikskringkasting (NRK) ausgestrahlten Musikshow Stjernekamp teil. Er konnte dort im Finale gegen Kim Rysstad gewinnen. Im Finale trat er unter anderem gemeinsam mit den anderen Mitgliedern der Band auf. Dabei sangen sie die NorthKid-Single Done Fighting. Für Saab und die Band stellte die Teilnahme einen größeren Durchbruch dar. Das Lied Done Fighting wurde vom NRK-Radiokanal NRK P1 17 Wochen lang in der A-Liste geführt. Die für die Zeit nach der Show geplanten Auftritte mussten 2020 aufgrund der COVID-19-Pandemie abgesagt werden.
Im Januar 2022 wurde die Band als automatisch für das Finale qualifizierter Teilnehmer am Melodi Grand Prix 2022, dem norwegischen Vorentscheid für den Eurovision Song Contest, vorgestellt. Ihr Lied Someone wurde vom Bandmitglied Helge Moen gemeinsam mit Sandra Lyng, Alex Charles und Jim Bergsted geschrieben. Im Finale des MGP erreichte die Band hinter Subwoolfer den zweiten Platz.

## Mitglieder
Die Band besteht aus fünf Mitgliedern.
- Håkon Mathias Guttormsen (* 1996), Gitarrist und Sänger: Guttormsen arbeitet als Produzent, Model und Musiker und ist der Enkelsohn des samischen Künstlers Trygve Lund Guttormsen.[8]
- Helge Reinsnes Moen (* 1995), Synthesizer
- Vegard Olaussen (* 1996), Bass
- Bilal Saab (* 1999), Sänger
- Sebastian Manshadi Willassen (* 1996), Schlagzeuger

Helge Moen und Håkon Guttormsen sind unter dem Namen Han Helge & Han Håkon auch als Duo tätig.

## Diskografie

### Singles
- 2017: Think Before I Talk (Cover)
- 2017: Dirty Sexy Money (Cover)
- 2017: Firefly
- 2018: Mono
- 2018: Give Me a Call
- 2019: Done Fighting (NO: Gold)[10]
- 2020: I Don’t Love You
- 2020: Talk About Us
- 2020: Still Here for You
- 2021: Lonely Too
- 2022: Someone
- 2022: Open Road (mit HAYES)